# ASPTT Nancy
 (décembre 2011).
L’ASPTT Nancy Meurthe-et-Moselle, créé en 1926, est un club omnisports en région Lorraine. Ses 4 000 sportifs[réf. nécessaire] sont regroupés dans une trentaine de disciplines (handball, basket, water-polo, natation, athlétisme, football, tennis, hockey en salle, etc.) qui allient le sport de loisir et le sport de haut niveau[réf. nécessaire].